# アウロラ州
アウロラ州（アウロラしゅう、Province of Aurora）は、フィリピン北部ルソン島の中部ルソン地方（Central Luzon, Region III）に属する州で、南西にブラカン州、ヌエヴァ・エシハ州、西にカガヤン・バレー地方のヌエヴァ・ヴィスカヤ州、北にキリノ州、イサベラ州、南にカラバルソン地方のケソン州と接する。1979年、ケソン州から分離、新設された。州の名はフィリピン・コモンウェルス初代大統領マニュエル・ケソンの妻アウロラ・アラゴンに由来する。面積は3,239.5km2、人口は173,797人（2000年）で国内10番目に少ない。州都はバレル（Baler）である。